# Episodi di The Adventures of Ozzie and Harriet (quinta stagione)
La quinta stagione della serie televisiva The Adventures of Ozzie and Harriet è stata trasmessa in anteprima negli Stati Uniti d'America dalla ABC tra il 3 ottobre 1956 e il 26 giugno 1957.
| nº | Titolo originale                   | Titolo italiano | Prima TV USA     | Prima TV Italia |
| -- | ---------------------------------- | --------------- | ---------------- | --------------- |
| 1  | The Kappa Sigma Party              |                 | 3 ottobre 1956   |                 |
| 2  | Captain Salty and the Submarine    |                 | 10 ottobre 1956  |                 |
| 3  | Hidden Panel                       |                 | 17 ottobre 1956  |                 |
| 4  | Christmas in October               |                 | 24 ottobre 1956  |                 |
| 5  | The Banjo Player                   |                 | 31 ottobre 1956  |                 |
| 6  | Fifty Dollar Bill                  |                 | 7 novembre 1956  |                 |
| 7  | Pool Table                         |                 | 14 novembre 1956 |                 |
| 8  | David Picks Up the Tab             |                 | 21 novembre 1956 |                 |
| 9  | The Balloons                       |                 | 28 novembre 1956 |                 |
| 10 | Ricky's Car                        |                 | 5 dicembre 1956  |                 |
| 11 | A Doctor in the House              |                 | 12 dicembre 1956 |                 |
| 12 | The Busy Christmas                 |                 | 19 dicembre 1956 |                 |
| 13 | The Day After Christmas            |                 | 26 dicembre 1956 |                 |
| 14 | Ozzie's Double                     |                 | 2 gennaio 1957   |                 |
| 15 | Hairstyle for Harriet              |                 | 9 gennaio 1957   |                 |
| 16 | The Puppy                          |                 | 16 gennaio 1957  |                 |
| 17 | Borrowed Tuxedo                    |                 | 23 gennaio 1957  |                 |
| 18 | Like Father, Like Son              |                 | 30 gennaio 1957  |                 |
| 19 | The Duenna                         |                 | 6 febbraio 1957  |                 |
| 20 | Hot Dog Stand                      |                 | 13 febbraio 1957 |                 |
| 21 | The Reading Room                   |                 | 20 febbraio 1957 |                 |
| 22 | Disbelievers                       |                 | 27 febbraio 1957 |                 |
| 23 | The Clubhouse                      |                 | 6 marzo 1957     |                 |
| 24 | The Jet Pilot                      |                 | 13 marzo 1957    |                 |
| 25 | Ozzie and Harriet Go to Washington |                 | 20 marzo 1957    |                 |
| 26 | The Editor                         |                 | 27 marzo 1957    |                 |
| 27 | Hawaiian Party                     |                 | 3 aprile 1957    |                 |
| 28 | Ricky, the Drummer                 |                 | 10 aprile 1957   |                 |
| 29 | Tommy Brannigan Story              |                 | 17 aprile 1957   |                 |
| 30 | Sculpturing Class                  |                 | 24 aprile 1957   |                 |
| 31 | Ozzie, the Treasurer               |                 | 1º maggio 1957   |                 |
| 32 | Ricky's Surprise Party             |                 | 8 maggio 1957    |                 |
| 33 | Night Watchman                     |                 | 15 maggio 1957   |                 |
| 34 | David's Date with Miss Universe    |                 | 22 maggio 1957   |                 |
| 35 | Strict Parents                     |                 | 29 maggio 1957   |                 |
| 36 | Coffee Table                       |                 | 5 giugno 1957    |                 |
| 37 | Fishing Lure                       |                 | 12 giugno 1957   |                 |
| 38 | Taking Care of Freddy              |                 | 19 giugno 1957   |                 |
| 39 | The Loan                           |                 | 26 giugno 1957   |                 |